# Avessac
Avessac (bretonsko Avezeg) je naselje in občina v zahodnem francoskem departmaju Loire-Atlantique regije Loire. Leta 2012 je naselje imelo 2.494 prebivalcev.

## Geografija
Kraj leži v pokrajini Bretaniji 80 km severno od Nantesa.

## Uprava
Občina Avessac skupaj s sosednjimi občinami Crossac, Drefféac, Fégréac, Guenrouet, Missillac, Plessé, Pontchâteau, Saint-Gildas-des-Bois, Saint-Nicolas-de-Redon, Sainte-Anne-sur-Brivet, Sainte-Reine-de-Bretagne in Sévérac sestavlja kanton Pontchâteau; slednji je sestavni del okrožja Châteaubriant.

## Zanimivosti
- grad château de Pordor iz 14. do 17. stoletja, z grajskim parkom, na seznamu francoskih zgodovinskih spomenikov od leta 2009,
- cerkev sv. Petra in Pavla,
- dvorec château de la Châtaigneraie iz 19. stoletja.

## Pobratena mesta
- Saint-Martin-d'Ablois (departma Marne, Šampanja-Ardeni);